# Pranje nogu učenicima
Pranje nogu učenicima događaj je iz Novoga zavjeta, kada je Isus na Posljednoj večeri oprao noge svojim učenicima te također vjerski obred, koji nasljeduju različite kršćanske denominacije. 
Engleski naziv za ovaj obred je "Maundy", što dolazi od latinske riječi "mandatum" iz pjesme koja se pjeva za vrijeme obreda pranja nogu: "Mandatum novum do vobis ut diligatis invicem sicut dilexi vos" ("Zapovijed vam novu dajem: ljubite jedni druge; kao što sam ja ljubio vas tako i vi ljubite jedni druge" (Iv 13,34), i iz latinskog oblika Kristove zapovijedi da trebamo oponašati Njegovu ljubavnu poniznost u pranju nogu: 
```
"Ako dakle ja - Gospodin i Učitelj - vama oprah noge, treba da i vi jedni drugima perete noge. Primjer sam vam dao da i vi činite kao što ja vama učinih. Zaista, zaista, kažem vam: nije sluga veći od gospodara niti poslanik od onoga koji ga posla. Ako to znate, blago vama budete li tako i činili!"  (Iv 13, 14-17). 
```

Mnoge denominacije (uključujući anglikance, luterane, metodiste, prezbiterijane i katolike) stoga čine liturgijsko pranje nogu na Veliki četvrtak Velikoga tjedna. Štoviše, za neke denominacije, pranje nogu bilo je propis. Mnoge skupine kroz povijest Crkve i mnoge suvremene denominacije prakticirale su pranje nogu kao uredbu Crkve, uključujući adventiste, anabaptiste, baptiste i pentekostale.